# Andrzej Machowski
Andrzej Machowski (ur. 22 czerwca 1955 w Poznaniu) – polski polityk, urzędnik samorządowy, poseł na Sejm II kadencji.

## Życiorys
W 1979 ukończył studia na Wydziale Nauk Społecznych Uniwersytetu im. Adama Mickiewicza w Poznaniu. W 1988 uzyskał stopień naukowy doktora nauk humanistycznych w zakresie psychologii. W latach 1980–1993 był wykładowcą na UAM.
W latach 1991–1993 był asystentem posła Tadeusza Mazowieckiego. Od 1993 do 1997 sprawował mandat posła II kadencji, wybranego w okręgu poznańskim z listy Unii Demokratycznej (w okresie 1993–1994 był sekretarzem generalnym tej partii). W 1997 został doradcą prezydenta m.st. Warszawy Marcina Święcickiego. W latach 1999–2002 był rzecznikiem kolejnych prezydentów stolicy – Pawła Piskorskiego i Wojciecha Kozaka. Od 12 listopada 2003 do 18 grudnia 2006 pełnił funkcję burmistrza Ursynowa. Po wyborach samorządowych w 2006 został powołany na stanowisko zastępcy burmistrza Halinowa (był nim w latach 2007–2010).
W latach 80. działał w „Solidarności”. Później działał w ROAD i Unii Demokratycznej, w latach 1993–1994 był sekretarzem generalnym UD. Następnie należał do Unii Wolności i Stronnictwa Konserwatywno-Ludowego. Od 2001 był działaczem Platformy Obywatelskiej. 21 maja 2006 na kongresie PO bez powodzenia kandydował na stanowisko przewodniczącego tej partii (został pokonany przez dotychczasowego przewodniczącego Donalda Tuska). W tym samym roku odszedł z PO. Od maja 2009 był członkiem zarządu regionalnego Stronnictwa Demokratycznego na Mazowszu (m.in. jako jego wiceprzewodniczący), a od grudnia 2012 przez około dziesięć lat wchodził w skład zarządu głównego tej partii.